# Mackenzie Crook
Mackenzie Crook (født 29. september 1971) er en engelsk skuespiller, mest kendt for rollen som «Gareth Keenan» i TV-serien The Office, og i rollen som Ragetti i Pirates of the Caribbean-serien.
Crook blev født i Maidstone i Kent i England. Han optrådte i Pirates of the Caribbean: Den Sorte Forbandelse  fra 2003, i rollen som «Ragetti», piraten med et træøje. Denne rolle gentog han i fortsættelserne Død mands kiste fra 2006 og Ved verdens ende fra 2007. Han har også optrådt i Michael Radfords filmversion af William Shakespeares Købmanden i Venedig fra 2004, hvor han havde rollen som «Launcelot Gobbo». I tillæg havde han en lille rolle i filmen Finding Neverland.